# Nikola Brejchová
Nikola Tomecková Brejchová (ur. 25 czerwca 1974) – czeska lekkoatletka specjalizująca się w rzucie oszczepem.
Swój pierwszy start olimpijski zakończyła na eliminacjach (1996). Ósma zawodniczka igrzysk olimpijskich w Sydney (2000). W 2004 uplasowała się tuż za podium konkursu olimpijskiego w Atenach (4. miejsce z wynikiem 64,23). Srebrna medalistka uniwersjady, która w 2001 roku odbyła się w Pekinie. Pierwszym sukcesem zawodniczki było wicemistrzostwo Europy juniorek w roku 1991. Rok później zajęła 11. miejsce w seulskich mistrzostwach świata juniorów. Sześć razy uczestniczyła w seniorskich mistrzostwach globu - Stuttgart 1993 (odpadła w eliminacjach), Göteborg 1995 (odpadła w eliminacjach), Ateny 1997 (odpadła w eliminacjach), Sewilla 1999 (odpadła w eliminacjach), Edmonton 2001 (4. miejsce w finale) oraz Osaka 2007 (4. miejsce w finale). Dwa występy w mistrzostwach Europy zakończyła na eliminacjach (Budapeszt 1998 oraz Monachium 2002). W 2004 roku zajęła drugie miejsce w światowym finale IAAF. Wielokrotna medalistka mistrzostw Czech w rzucie oszczepem. Rekord życiowy: 65,91 (2 sierpnia 2004, Linz).